# تاندلیانواله
تاندلیانواله (به انگلیسی: Tandlianwala) یک شهر در پاکستان است که در پنجاب واقع شده‌است. تاندلیانواله ۱٬۳۵۱ کیلومتر مربع مساحت و ۷۰۳٬۰۳۳ نفر جمعیت دارد و ۱۸۳ متر بالاتر از سطح دریا واقع شده‌است.